# Metaclisis filicornis
Metaclisis filicornis är en stekelart som beskrevs av Lubomir Masner 1981. Metaclisis filicornis ingår i släktet Metaclisis och familjen gallmyggesteklar. Inga underarter finns listade i Catalogue of Life.